# 名古屋市立山吹小学校
名古屋市立山吹小学校（なごやしりつ やまぶきしょうがっこう）は、愛知県名古屋市東区橦木町の公立小学校。

## 歴史

### 沿革
- 1872年（明治5年）8月 - 飯田町襌隆寺境内において、第六義校として発足[WEB 2]。
- 1873年（明治6年）5月 - 第一中学区第七十八番小学飯田学校となる[WEB 2]。
- 1875年（明治8年）2月 - 第一中学区第十九番小学成器学校となる[WEB 2]。
- 1876年（明治9年）9月 - 第一中学区第十九番小学飯田学校となり、同時に鍋屋町大光寺境内の時敏校を合併する[WEB 2]。
- 1880年（明治13年）1月 - 鍋屋町円明寺境内に移転する[WEB 2]。
- 1882年（明治15年）1月 - 東片端町に校地を移し、第十九番小学校棣棠（やまぶき）学校となる[WEB 2]。
- 1887年（明治20年）4月 - 名古屋区尋常小学校となる[WEB 2]。
- 1893年（明治26年）4月 - 名古屋市棣棠尋常小学校となる[WEB 2]。
- 1895年（明治28年）3月 - 橦木町に校地を移す[WEB 2]。
- 1907年（明治40年）10月 - 白壁町に棣棠第二小学校が発足し、一部が分離[WEB 2]。
- 1909年（明治42年）4月1日 - 久屋小学校が発足し、一部が分離[WEB 2]。
- 1914年（大正3年）6月 - 東白壁尋常小学校が発足し、一部が分離[WEB 2]。
- 1923年（大正12年）4月1日 - 高等科の併置に伴い、棣棠尋常高等小学校となる。棣棠・白壁・山口各尋常小学校の児童を対象とした[WEB 2]。
- 1924年（大正13年）4月1日 - 久屋尋常小学校の一部を編入する[WEB 2]。
- 1928年（昭和3年）尋常科野球部　第9回全国少年野球優勝大会で全国優勝。京都
- 1937年（昭和12年）3月31日 - 高等科の廃止に伴い、名古屋市棣棠小学校となる[WEB 2]。
- 1941年（昭和16年）4月1日 - 名古屋市棣棠国民学校となる[WEB 2]。
- 1943年（昭和18年）3月31日 - 併置の名古屋市立棣棠青年学校が廃止[WEB 2]。同時に名古屋市立東区青年学校分校が設置される[WEB 2]。
- 1944年（昭和19年）
  - 3月31日 - 名古屋市立東区青年学校分校廃止[WEB 2]。
  - 4月1日 - 再び高等科が併置される[WEB 2]。
  - 8月16日 - 戦況悪化により、330名が学童集団疎開[WEB 2]。
  - 9月27日 - 勤労学徒として奉仕[WEB 2]。
- 1945年（昭和20年）
  - 1月23日 - 名古屋大空襲により、校舎の一部が損壊[WEB 2]。
  - 3月19日 - 焼夷弾攻撃により校舎等が焼失[WEB 2]。
  - 4月4日 - 集団疎開の第二陣（33名）が出発する[WEB 2]。集団疎開児童が計181名、残留児童が31名となる[WEB 2]。
  - 5月31日 -  棣棠国民学校高等科が廃止され、大曽根国民学校に統合される[WEB 2]。
  - 11月 - 集団疎開児童（133名）が帰校[WEB 2]。翌年1月8日に引き揚げ完了[WEB 2]。
- 1946年（昭和21年）4月15日 - 棣棠国民学校および元白壁国民学校を廃校の上、新たに名古屋市山吹国民学校が開校する[WEB 2]。
- 1947年（昭和22年）4月1日 - 名古屋市立山吹小学校となる[WEB 2]。
- 1980年（昭和55年）2月10日 - 復興土地区画整理事業完了に伴い、地番が橦木町2丁目24番地となる[WEB 2]。
- 1991年（平成3年）11月1日 - 学校創立120周年記念誌「山吹」が発行される[WEB 2]。
- 2002年（平成14年）6月3日 - トワイライトスクール開校[WEB 2]。

## 通学区域
所管する名古屋市教育委員会は、2019年（令和元年）9月1日現在、東区飯田町・上竪杉町・三の丸四丁目・橦木町・白壁一丁目・白壁二丁目・主税町2丁目・主税町3丁目・東片端町の全域および泉一丁目・泉二丁目・泉三丁目・白壁三丁目・白壁四丁目・白壁五丁目・主税町4丁目・芳野一丁目の各一部を通学区域として指定している。
また、卒業後の進学先は名古屋市立冨士中学校となっている。

## 人物
- 井元為三郎 - 前身である棣棠小学校の教育会長を務める[1]。

## 著名な出身者
- 鵜飼航丞（プロ野球選手、中日ドラゴンズ所属）[WEB 5]

- 宇野昌磨（フィギュアスケート選手）[要出典]

## その他
この学校はTBS系ドラマ「キッズ・ウォー」シリーズのロケ地として使われた。

### WEB
1. ↑  “学校案内”.   名古屋市立山吹小学校. 2020年8月8日閲覧。
2. 1 2 3 4 5 6 7 8 9 10 11 12 13 14 15 16 17 18 19 20 21 22 23 24 25 26 27 28 29 30 31 32 33 34  “沿革史”.   名古屋市立山吹小学校. 2020年8月8日閲覧。
3. ↑  名古屋市教育委員会事務局総務部教育環境計画室計画係 (2019年9月1日). “名古屋市立小・中学校の通学区域一覧（東区）” (PDF).   名古屋市. 2020年8月8日閲覧。
4. ↑  名古屋市教育委員会事務局総務部教育環境計画室計画係 (2018年4月1日). “名古屋市立中学校区一覧（小→中）” (PDF).   名古屋市. 2020年8月8日閲覧。
5. ↑  “中日・鵜飼航丞がプロ初ホームラン　本拠地から3キロの小学校に通っていた“超”地元出身選手”. 日テレNEWS.   日本テレビ. 2022年5月30日時点のオリジナルよりアーカイブ。2022年5月30日閲覧。

### 書籍
1. ↑  名古屋市教育委員会 2018, p. 75.